# Stenocalama ochrotis
Stenocalama ochrotis är en fjärilsart som beskrevs av George Francis Hampson 1919. Stenocalama ochrotis ingår i släktet Stenocalama och familjen Crambidae. Inga underarter finns listade i Catalogue of Life.